# ناواشینو
شهر ناواشینو (به روسی: Навашино) در کشور روسیه و در اوبلاست نیژنی نووگورود واقع شده‌است.